# والویتس
والویتس (به آلمانی: Wallwitz) یک منطقهٔ مسکونی در آلمان است که در موکرن واقع شده‌است. والویتس  ۱۷۶ نفر جمعیت دارد.